# Anthurium andreslovinense
Anthurium andreslovinense Matuda, 1966 è una pianta della famiglia delle Aracee, endemica del Messico.